# Émile Boga Doudou
 (juillet 2025).
Pour les articles homonymes, voir Boga et Doudou.
Émile Boga Doudou (1952-2002) est un homme politique et avocat ivoirien né en 1952 à Domaboué, dans la sous-préfecture de Lakota (Sud-Ouest de la Côte d'Ivoire), marié et père de 3 enfants.

## Biographie
- Chargé de cours à la Faculté de droit de l’Université de Cocody-Abidjan (1982-1987)
- Avocat à la Cour d'appel d’Abidjan (depuis 1988)
- Maître assistant de droit public à l’Université de Cocody (depuis 1988)
- Député du FPI dans la circonscription de Lakota (commune et sous-préfecture de Lakota, 1995)
- Président du groupe parlementaire FPI (1995-1999) - Secrétaire général adjoint du FPI, chargé des finances du parti et des relations avec les institutions de l'Etat (juillet 1999-juillet 2001)
- Ministre d’État de l’Intérieur et de la Décentralisation (à partir d'octobre 2000)
- Élu député du FPI à Lakota (décembre 2000)
- Vice-président du FPI (depuis juillet 2001).

Il eut sous ses ordres la Police nationale, dont il aurait eu du mal à contenir les revendications[réf. nécessaire].
Il a été assassiné dans la nuit du 18 au 19 septembre 2002 pendant la crise politico-militaire, alors qu'il occupait le poste de ministre de l’Intérieur et de la Décentralisation.